# Vergilijev grob
Vergilijeva grobnica (tal. Tomba di Virgilio) rimska je grobnica u Napulju, za koju se kaže da je grobnica pjesnika Vergilija (70. – 19. pr. Kr.). Nalazi se na ulazu u stari rimski tunel poznat kao Crypta Neapolitana ili grotta vecchia u četvrti Piedigrotta u gradu, između Mergellina i Fuorigrotta.

## Povijest
Vergilije je prije smrti bio predmet književnog divljenja i štovanja. U narednim stoljećima, a posebno u srednjem vijeku, njegovo je ime postalo povezano s legendama o čudesnim moćima, a njegova grobnica postala je predmetom hodočašća i poganskog štovanja.
U trenutku Vergilijeve smrti, blizu ulaza nalazilo se veliko drvo lovora. Prema lokalnoj legendi, umrlo je kada je Dante umro, a Petrarka je posadio novo; budući da su posjetitelji uzimali grane kao suvenire, stradalo je i drugo stablo.

## Vergilijeva smrt
Kada je Vergilije umro u Brindisiju 19. godine prije Krista, tražio je da se njegov pepeo vrati u njegovu vilu u blizini Napulja. Tamo je za njega stvoreno svetište, a svake godine na njegov rođendan održavani su sveti obredi. Dani su mu obredi heroja, na čijem grobu pobožni mogu pronaći zaštitu i savjet. Vergilijev grob postao je mjesto hodočašća kroz mnoga stoljeća, a među onima koji su posjetili grob bili su Petrarka i Boccaccio.
Grobnica još uvijek sadrži tronožni plamenik izvorno posvećen Apolonu. Međutim, u grobnici nema ljudskih ostataka jer je Vergilijev pepeo izgubljen tijekom premještanja tijekom srednjeg vijeka.